# إليسبوروه (باكينجهامشير)
السبروو (بالإنجليزية: Ellesborough)‏ هي قرية وأبرشية مدنية تقع في المملكة المتحدة في إنجلترا. يقدر عدد سكانها بـ 811 نسمة .